# Histopatologia

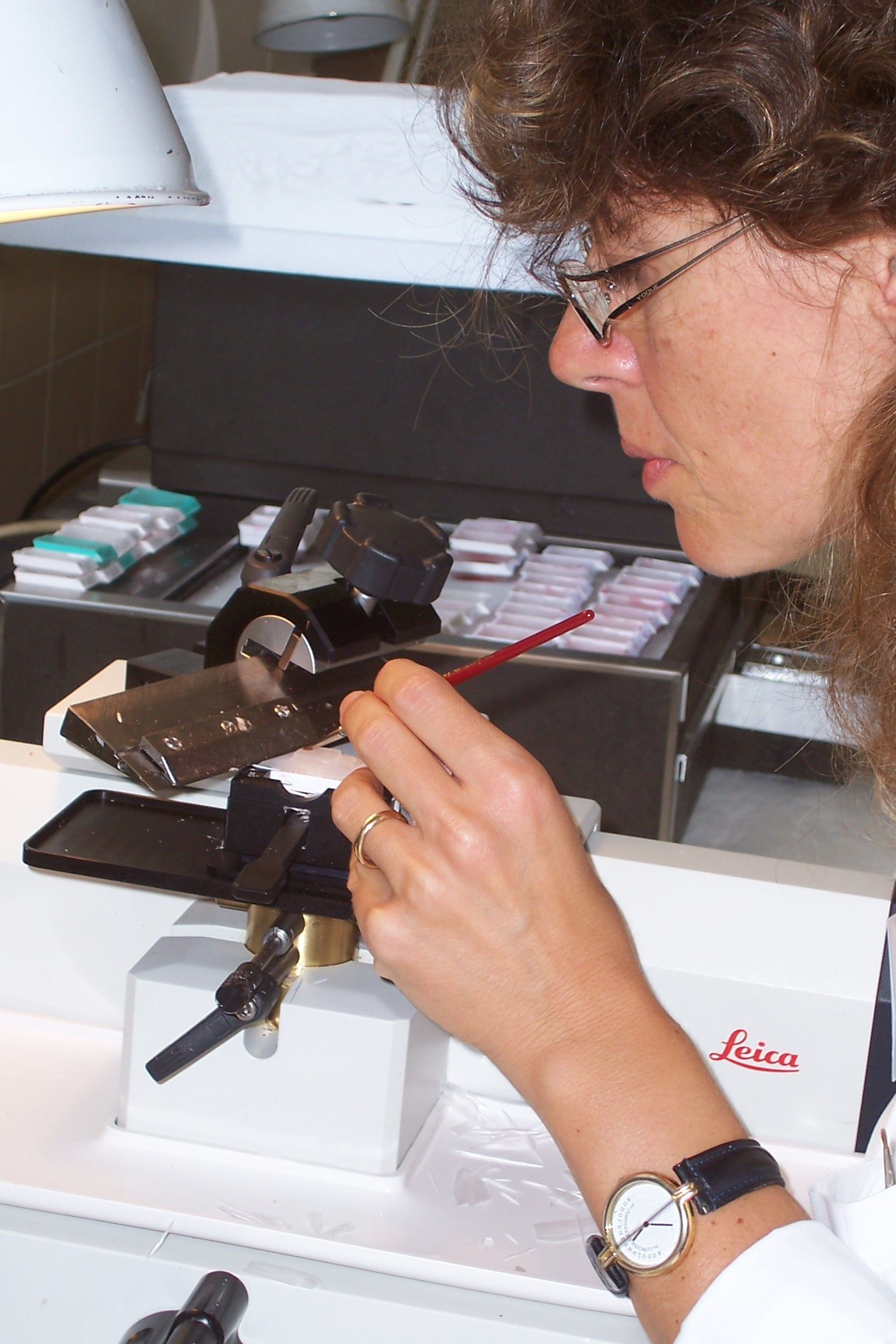
Przygotowywanie preparatów histologicznych w praktyce. Technika cięcia tkanki.

Histopatologia, histologia patologiczna (gr. ἱστός + πάθος + λογία) – nauka zajmująca się rozpoznawaniem i badaniem zjawisk mikroskopowych zachodzących w tkankach organizmu przy różnego rodzaju schorzeniach, dział patomorfologii.
Zakres stosowania diagnostycznego i znaczenie histopatologii w codziennej praktyce klinicznej stale się zwiększa.